# 乾燒伊麵

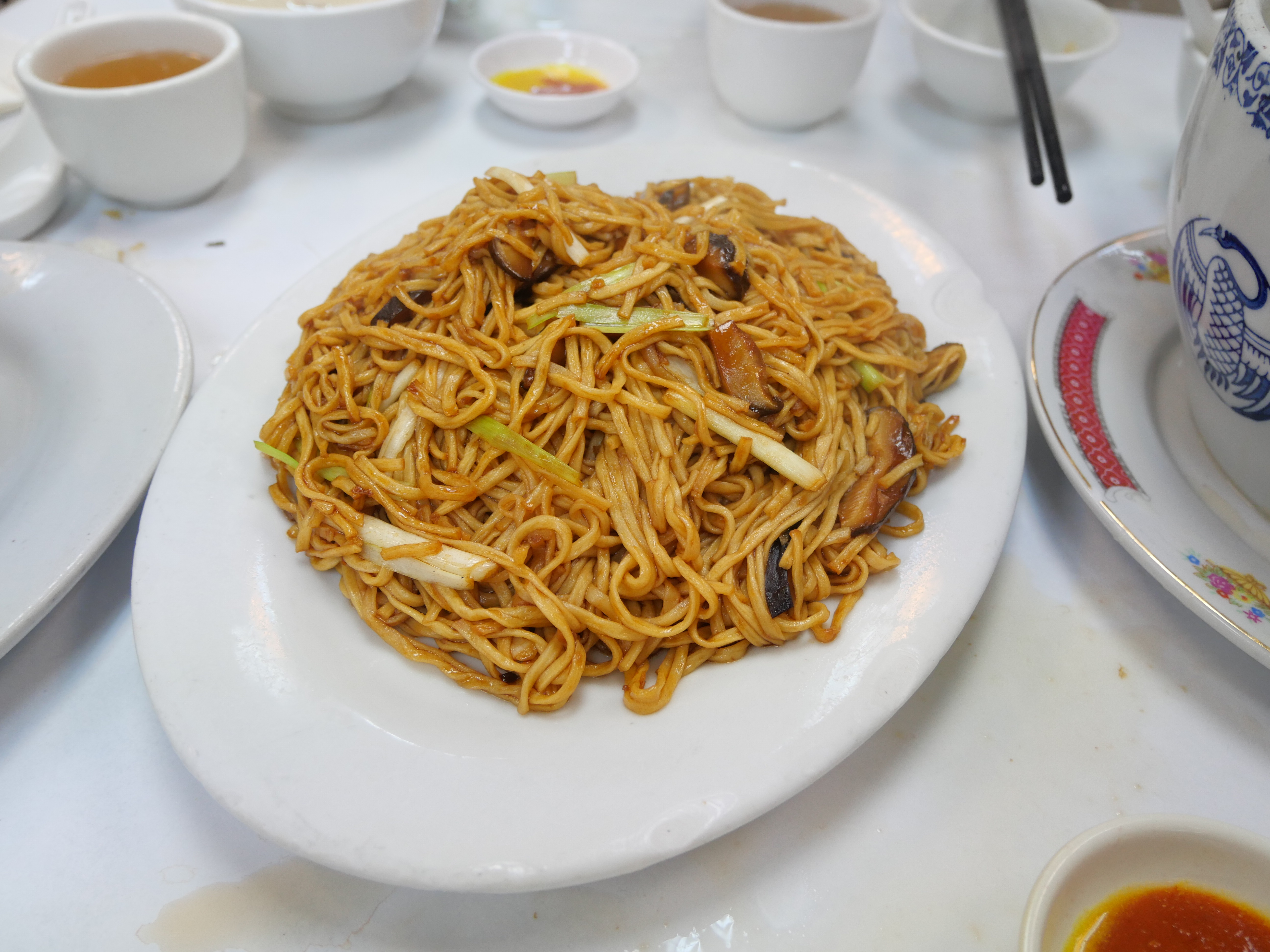
乾燒伊麵

乾燒伊麵是廣東的一種麵食，在飲宴中頗為常見。乾燒伊麵的主要材料為菇類（例如冬菇絲、草菇絲等）及伊麵，以韭黃及蠔油汁炒製而成。由於當中沒有肉類，可視為一種素菜，但由於油分甚多，故被視作不健康食物。